# 富山地方鉄道本線
本線（ほんせん）は、富山県富山市の電鉄富山駅と富山県黒部市の宇奈月温泉駅とを結ぶ富山地方鉄道の鉄道路線である。

## 路線データ
- 路線距離（営業キロ）：53.3km
- 軌間：1067mm
- 駅数：41駅（起終点駅含む）
- 複線区間：電鉄富山駅 - 稲荷町駅間
- 電化区間：全線（直流1500V）
- 閉塞方式：自動閉塞式
- 最高速度：95km/h[1]

## 歴史

### 立山鉄道
現在の本線の区間で最初に開業したのは、西滑川駅 - 新宮川駅（開業当初の駅名は江上駅）であった。立山軽便鉄道が1911年（明治44年）に滑川駅 - 五百石駅間の免許を受け、1913年（大正2年）に開業した。中越鉄道（現在のJR城端線など）に次ぐ県内2番目の民間鉄道であった。1917年（大正6年）に立山鉄道に改称した。立山鉄道の路線は、軌間762mmで蒸気を動力とする軽便鉄道であった。
- 1911年（明治44年）7月18日 中新川軽便鉄道（立山軽便鉄道に改称 発起人総代才賀藤吉）が滑川駅 - 上市駅（現在の上市駅の北約400mにあった） - 五百石駅間の免許を受ける[2]。
- 1913年（大正2年）6月25日 立山軽便鉄道が滑川駅 - 上市駅（初代。現在の上市駅の北約400mにあった） - 五百石駅間を開業[3]。
- 1914年（大正3年）2月18日 中滑川駅開業[4]。
- 1917年（大正6年）6月25日 立山軽便鉄道が立山鉄道に改称。
- 1921年（大正10年）2月20日[5] 沢端駅を寺田駅（後の沢端駅）に、辻高原駅を弓庄駅に、江上駅を宮川駅（現在の新宮川駅）に、堀江駅を中加積駅に、梅沢駅を西加積駅に、西滑川駅を水橋口駅（現在の西滑川駅）に、中滑川駅を晒屋駅（現在の中滑川駅）に改称[6][7]。
- 1924年（大正13年）5月20日 宮川駅を新宮川駅に改称[8]。

### 黒部鉄道
電鉄黒部駅（当初は西三日市駅） - 宇奈月温泉駅（当初は桃原駅）間は黒部鉄道の路線であった。日本初のアルミ精錬を計画した高峰譲吉らが 東洋アルミナムを設立し、アルミの精錬に必要な電源確保のため黒部川に発電所を建設することになり、その資材輸送手段として鉄道を敷設するべく、1921年（大正10年）に鉄道免許状が下付された。そして子会社黒部鉄道を設立してその免許を譲渡し、1922年（大正11年）に三日市駅（現在のあいの風とやま鉄道線黒部駅。地鉄の駅は現在廃止） - 下立駅間、1923年（大正12年）に下立駅 - 桃原駅（現在の宇奈月温泉駅）間、1930年（昭和5年）に三日市駅 - 石田港駅間が開業した。この路線は開業当初から1067mm軌間の電化路線（直流600V）であった。また、架線には日本で最初のアルミニウムカテナリーを使用していた。鉄道工事に関しては鉄道第一連隊が兵員演習の名目で、高滝、宇奈月両橋梁と約5kmの軌道敷設に当たっている。
- 1921年（大正10年）6月28日 東洋アルミナムに対し鉄道免許状下付（下新川郡石田村-同郡内山村間）[10]
- 1922年（大正11年）3月4日 黒部鉄道に鉄道敷設権を譲渡（認可）[11]
- 1922年（大正11年）11月5日 三日市駅（現在のあいの風とやま鉄道・黒部駅） - 下立駅間が開業[12]。
- 1923年（大正12年）11月21日 下立駅 - 桃原駅（現在の宇奈月温泉駅）間が開業[13]。
- 1924年（大正13年）4月1日 桃原駅を宇奈月駅に改称[14]。
- 1928年（昭和3年）6月23日 鉄道免許状下付（下新川郡石田村地内）[15]
- 1930年（昭和5年）4月10日 三日市駅 - 石田港駅間が開業[16]。
- 1934年（昭和9年）10月10日 音沢駅 - 宇奈月駅間に深谷口駅開業[6][17]。
- 1936年（昭和11年）11月12日 深谷口駅廃止[6]。

### 富山軽便鉄道
- 1914年（大正3年）12月6日 富山駅 - 稲荷町駅 （ - 笹津駅）間開業[18]。
- 1915年（大正4年）10月24日 富山軽便鉄道が富山鉄道に改称。
- 1933年（昭和8年）4月20日 富山駅 - 稲荷町駅 （ - 堀川新駅〈現在の南富山駅〉）間を富南鉄道に譲渡。
- 1941年（昭和16年）12月1日 富南鉄道が富山電気鉄道に富山駅 - 稲荷町駅 （ - 堀川新駅）間を譲渡[19]。立山線となる（電鉄富山駅 - 稲荷町駅間は本線との単線並列）。

### 富山電気鉄道
上記3社が敷設した区間以外は富山電気鉄道によって開業した。ただし電鉄富山駅 - 稲荷町駅間は富山電気鉄道自身も富山鉄道に並行して路線を建設している。
大岩鉄道が持っていた富山市東田地方（ひがしでんぢがた） - 五百石 - 大岩の敷設免許を、経由地を上市に変更して受け継いだ。本来、大岩不動への参詣鉄道というローカルな需要のみを目的とした計画が、高速電車による都市間連絡鉄道という、より将来性のある方向へ転換されたものである。これは地元富山県出身の重役である佐伯宗義（1895-1981 後に富山地方鉄道会長）による着想であった。佐伯は当時30代前半の若手経営者であったが、それ以前に福島県内の赤字軽便鉄道であった信達軌道（のちの福島交通）を電化・改軌して経営立て直しに成功した実績があり、特に招聘されて経営に参画していたものであった。
第一期事業として電鉄富山駅 - 上市駅・寺田駅 - 五百石駅の工事に着手した。富山 - 滑川間において上市駅前後でのルートがやや迂回気味になっているのは、旧立山鉄道の既存路線を部分的に利用した影響による。
- 1927年（昭和2年）6月18日 大岩鉄道に対し鉄道免許状下付（富山市東田地方町-中新川郡大岩村間）[20]
- 1930年（昭和5年）2月13日 富山電気鉄道に名称変更[21]
- 1931年（昭和6年）
  - 3月20日 富山電気鉄道が立山鉄道を合併[22]。
  - 8月15日 富山田地方駅（とやまでんぢかたえき、電鉄富山 - 稲荷町間にあったが後に廃止） - 上市駅（2代。後に上市口駅、現在の上市駅）間が開業（富山田地方駅 - 稲荷町駅間は富山鉄道と並行）[6][23]。軌間1067mm、1500V電化。旧立山鉄道の寺田駅を沢端駅に改称。
  - 9月1日 西新庄駅、経田駅（現在の駅とは別。1936年までに相ノ木駅（初代）と改称）開業[6]。
  - 10月3日 電鉄富山駅 - 富山田地方駅間が開業[24]し、富山駅前に乗り入れる。（富山鉄道と並行）
  - 11月6日 上市駅（2代） - 滑川駅間が開業。旧立山鉄道の上市駅（初代） - 新宮川駅間を廃止して上市駅（2代） - 新宮川駅間を新設、新宮川駅 - 西滑川駅間は1067mmに改軌、1500V電化、西滑川駅 - 滑川駅間は北陸本線沿いにルート変更した。西滑川駅 - 滑川駅間にあった晒屋駅は駅名を本滑川駅に改称して新ルート上に開業（現在の中滑川駅の北西約200mにあった）。
  - 11月7日 上市口駅 - 上市駅（3代。現在の上市駅の東約600mにあった）が開業[注釈 1]。島村停留場（島村駅、現在の越中荏原駅）[6][25]、大永田駅（後に廃止）[6]開業。上市駅（2代）を上市口駅に改称[6]。
- 1932年（昭和7年）
  - 3月22日 本滑川駅を中滑川駅に改称。
  - 6月1日 貨物運輸営業開始（電鉄富山-寺田間）[26]
  - 12月20日 旧立山鉄道の上市駅（初代） - 五百石駅間が廃止[7][27]。本線・立山線から外れてからはこの区間のみを往復する列車が運行されていた。
- 1933年（昭和8年）
  - 4月1日 富山田地方駅 - 稲荷町駅間に稲荷鉱泉駅開業[6][28]。
  - 6月24日 鉄道免許状下付（中新川郡音杉村-下新川郡道下村間）[29]。

富山電気鉄道は第二期事業として滑川駅 - 三日市駅間を延伸し、黒部鉄道との連絡をとろうとした。佐伯宗義は、高速電車路線網構築による「富山県の一市街化」を目指しており、富山県東部の主要都邑への路線延伸に重要性を見出していたからである。
しかし、この区間は国鉄北陸本線と10km以上も完全に並行することから、監督官庁である鉄道省は難色を示した。これに対し、佐伯ら富山電鉄側は「国鉄線は広域輸送を行い、私鉄線は局地的輸送を行うもので、その目的が異なり、競合するものではない」と主張、「並行すれども競争せず」という論理で最終的に鉄道省を押し切って免許を獲得した逸話がある。
- 1934年（昭和9年）
  - 3月31日 起業目論見変更許可（1933年6月24日免許 起点音杉村を浜加積村変更）[31]
  - 4月13日 鉄道免許状下付（下新川郡道下村-同郡石田村間）[32]
- 1935年（昭和10年）
  - 7月17日 鉄道免許状下付（下新川郡石田村-同郡三日市町間）[33]。
  - 12月14日 滑川駅 - 早月駅（現在の越中中村駅）間が開業[34]。
- 1936年（昭和11年）
  - 6月5日 早月駅 - 電鉄魚津駅間が開業[35]。
  - 8月21日 電鉄魚津駅 - 魚津駅（現在の新魚津駅）間が開業[36]。
  - 10月1日 魚津駅 - 西三日市駅（電鉄桜井駅を経て現在は電鉄黒部駅）間が開業[37][38]、黒部鉄道と連絡した。
- 1937年（昭和12年）
  - 3月30日 道下駅開業[6]。
  - 5月31日 石田第二信号所開設[6]。
- 1940年（昭和15年）
  - 3月27日 富山電鉄線と並行する三日市駅 - 石田港駅間の黒部鉄道線を譲り受ける（2月29日譲渡許可）[39]。
  - 6月1日 三日市駅 - 石田港駅間が廃止[40]（8月7日公告）。石田第二信号所を駅に変更し電鉄石田駅開業[6]。石田信号所廃止[6]。
- 1942年（昭和17年）10月31日 稲荷鉱泉駅、西新庄駅廃止[6]。

### 富山地方鉄道本線
1943年（昭和18年）1月1日の交通大統合により、富山県内の全鉄道会社が富山電気鉄道を中心とする富山地方鉄道（地鉄）に統合され、富山電気鉄道線および黒部鉄道線は同社の路線となった。旧黒部鉄道の路線は600Vから1500Vに昇圧され、電鉄富山駅からの直通運転が開始された。
- 1943年（昭和18年）
  - 1月1日 富山地方鉄道発足。電鉄富山駅 - 西三日市駅間を本線、三日市駅 - 宇奈月駅間を黒部線とする。
  - 8月13日 音沢駅 - 宇奈月駅間に荷上駅開業[6]。
  - 11月11日 黒部線架線電圧を1500Vに昇圧。電鉄富山 - 宇奈月間直通運転開始。上市口駅 - 上市駅間が廃止[6]。上市口駅は上市駅に改称[6]。
- 1944年（昭和19年）5月18日 相ノ木駅（初代）、道下駅廃止、下立駅休止[6]。
- 1945年（昭和20年）
  - 5月17日 午前7時31分越中三郷駅付近で五百石発上り電車と電鉄富山発下り電車が正面衝突。53名死亡。重傷者85名、軽傷者115名。
  - 7月18日 島村停留場を島村停車場に改称[25]。
  - 8月2日 富山大空襲により電鉄富山駅の駅舎を焼失。以降1946年1月まで上市方面からの列車は東新庄駅での折り返し運転となる[41]。
  - 9月21日 島村停車場を越中荏原駅に改称[25]。
- 1946年（昭和21年）
  - 3月12日 荷上駅廃止[6]。
  - 6月1日 立山線の電鉄富山駅 - 稲荷町駅間（本線との単線並列区間）電化。
- 1949年（昭和24年）4月15日 相ノ木駅（2代）開業[6]。
- 1950年（昭和25年）3月23日 早月加積駅開業。早月駅を越中中村駅に改称。
- 1951年（昭和26年）
  - 6月25日 西三日市駅を電鉄桜井駅に改称。
  - 8月30日 下立駅営業再開[6]。
- 1956年（昭和31年）4月10日 三日市駅を黒部駅に改称。
- 1958年（昭和33年）10月2日 水橋口駅を西滑川駅に改称。
- 1966年（昭和41年）4月1日 電鉄桜井駅 - 宇奈月駅間CTC化。
- 1967年（昭和42年）
  - 9月15日 魚津市内の地鉄高架橋および電鉄魚津駅のステーションビルが完成[42]。
  - 12月30日 電鉄富山駅 - 電鉄桜井駅間CTC化。
- 1969年（昭和44年）
  - 4月1日 電鉄富山駅 - 宇奈月駅間を本線に改称。立山線の電鉄富山駅 - 稲荷町駅間を本線に編入。
  - 4月15日 電鉄富山駅 - 稲荷町駅間の富山田地方駅廃止。
  - 8月17日 電鉄桜井駅 - 黒部駅間が廃止。
- 1971年（昭和46年）
  - 8月1日 宇奈月駅を宇奈月温泉駅に改称。
  - 10月 同年春の拠点間高速輸送と区間生活輸送の分離とする基本ダイヤ再編成に基づき、拠点間高速輸送に比重を置くため、音沢駅、下立駅、栃屋駅、長屋駅、越中中村駅、西加積駅、新宮川駅、相ノ木駅の廃止の申し入れを地元関係自治体に行ったが、地元住民が足を奪うとして強硬に反対し、結果、地元関係自治体が地区普通列車運行経費の一部を負担するなどで解決策を見い出し、全駅存続となった[43]。
- 1983年（昭和58年）6月1日 貨物営業廃止。
- 1985年（昭和60年）11月 電鉄桜井駅 - 宇奈月温泉駅間のCTCを更新[44]。
- 1986年（昭和61年）11月1日 電鉄富山駅移設。0.1km短縮。
- 1989年（平成元年）4月1日 電鉄桜井駅を電鉄黒部駅に改称。
- 1992年（平成4年）10月 早月加積駅 - 西魚津駅間のCTC更新[45]。
- 1993年（平成5年）9月 東新庄駅 - 中加積駅間のCTCを更新[45]
- 1995年（平成7年）4月1日 魚津駅を新魚津駅に改称。
- 1996年（平成8年）3月25日 東新庄駅 - 越中三郷駅間にATS設置[46]。
- 1997年（平成9年）
  - 3月25日 越中舟橋駅 - 上市駅間にATS設置[47]。
  - 4月1日 電鉄富山駅 - 上市駅間でワンマン運転開始[48]。ダイヤ改正により快速急行の運転を開始[49]。
- 1998年（平成10年）
  - 6月10日 電鉄黒部駅 - 宇奈月駅間でワンマン運転開始[50]。
  - 12月1日 上市駅 - 電鉄黒部駅間でワンマン運転開始[50]。
- 2008年（平成20年）9月30日 中加積駅構内で下り急行が脱線。負傷者なし。
- 2010年（平成22年）4月18日 富山駅構内のJRとの連絡線をこの日限り廃止。
- 2011年（平成23年）12月23日 「アルプスエキスプレス」運行開始。25日から通常運行。
- 2012年（平成24年）12月21日 新庄田中駅開業[51][52]。
- 2013年（平成25年）
  - 12月9日 - 19日 新黒部駅設置工事のため、長屋駅 - 舌山駅間で運休。荻生駅 - 舌山駅間で代行バス輸送実施[53][54]。
  - 12月26日 新相ノ木駅開業[55]。
- 2015年（平成27年）
  - 2月26日 新黒部駅開業。ダイヤ改正により特急列車の電鉄黒部駅 - 宇奈月温泉駅間の停車駅を変更（新設の新黒部駅のみ停車し、東三日市駅・浦山駅・愛本駅は通過となる）。
- 2019年（平成31年 / 令和元年）
  - 3月16日 全駅で駅ナンバリングを実施[56]。
  - 11月20日 電鉄富山駅付近連続立体交差事業（約1.0km）を認可[57]。
- 2023年（令和5年）5月20日 電鉄富山駅より東側約700mの高架化工事の起工式を挙行。富山県はこの時点で2026年度末までの完成を目指すが、資材価格の高騰などを受け見直しを検討していた[58]。最終的には2年遅れの2028年度となることが同年6月23日に判明した[59]。
- 2024年（令和6年）8月25日 富山県一帯に集中豪雨。浦山駅 - 宇奈月温泉駅の間で線路内に土砂が流入して一時運転を見合わせ[60]。また内山駅構内が一時冠水、乗客の振替輸送などが行われた[61]。

## 運行形態
電鉄富山駅 - 宇奈月温泉駅間の直通列車が1 - 2時間隔で運行されているほか、電鉄富山駅 - 上市駅・中滑川駅・電鉄黒部間の区間運行もあり、上市以西は30 - 60分間隔となる。かつては、平日の朝ラッシュ時に電鉄富山駅 - 越中荏原駅間の区間運行が1往復設定されていた。越中荏原行きは方向幕が入っていないため、この列車のみ方向幕を白幕にし、フロントガラスに「越中荏原」と書かれたボードを付けて運行していた。
朝の通勤通学ラッシュ時は3 - 4両編成で車掌乗務となり、それ以外の時間帯は2両編成のワンマン運転となる。立山線の列車も電鉄富山駅 - 寺田駅間に乗り入れる関係で、平日はこの区間はほぼ終日にわたって20分間隔で運行されている。
2007年3月26日には、約3年ぶりにダイヤ改正が行われ、平日の電鉄富山駅 - 上市駅間の運行本数が10本増発された。また、従来滑川駅で折り返していた列車など20本が電鉄黒部駅発着に延長されたほか、終電時間も一部改正された。
2013年12月26日には、新相ノ木駅開業に伴うダイヤ改正が行われ、平日の快速急行1本を急行に格下げ、立山線直通急行の快速急行格上げ・特急新設（復活）のほか、社会実験として西魚津駅 - 宇奈月温泉駅間が4本増発された。
2018年3月17日の改正で、上りの快速急行が廃止され、早朝の立山線直通の1本のみになった。この快速急行は2024年改正で冬季のみの運転となり、2025年4月15日のダイヤ改正で廃止されている。

### 「キャニオンエキスプレス」
20020形（元・西武10000系、ニューレッドアロー）を使用。2022年2月19日より運行開始され、2023年11月には公募により「キャニオンエキスプレス」の愛称が制定された。平日は通常の列車として、土日祝日は下り特急「立山」ならびにその折り返しの普通列車として運用されている。3両編成で運行。

### 「アルプスエキスプレス」
水戸岡鋭治デザインによる16010形リニューアル車を使用。2011年12月23日より各線で運行開始。本線では立山線・不二越・上滝線直通の普通列車のほか、かつては電鉄富山 - 宇奈月温泉間の特急にも運用されていた。平日は通常の列車として、土日祝日はアルペン特急ならびにその前後の折り返しの普通列車として運行。
かつて平日は先頭車のみの2両編成、土日祝日は3両編成かつ中間車は座席指定（料金220円・2019年10月1日現在）であったが、2024年4月時点では常時3両編成かつ全車自由席となっている。

### 「ダブルデッカーエキスプレス」
京阪から譲渡され既に富山地鉄に在籍していた10030形（元京阪3000系）のうち、10034編成を京阪特急色に復元し、2013年3月31日をもって京阪において運行を終了した3000系の2階建車両（ダブルデッカー）を譲り受け、小改造を施した上で10034編成に連結し、同編成を「ダブルデッカーエキスプレス」として2013年8月25日より運行している。3両編成。
京阪特急専用車両は、2階建車両も含め無料である（ただし、現行の8000系は編成中1両のみ有料車両を導入）が、富山地鉄においては有料であり、特急で運用される場合は特急料金、2階建て車両は座席指定料金（220円・2019年10月1日現在）が必要となっていた。かつては運用列車にかかわらず座席指定料金が必要であったが、2022年4月時点では特急以外の運用の場合は2階建て車両も含め全車自由席となっている。
2022年7月現在、中間車（2階建車両）は編成から外され稲荷町工場に置かれており、2両編成で普通列車の運用に就いている。

### 特急列車
電鉄富山駅 - 宇奈月温泉駅間に特急「うなづき」も運行されていた。寺田駅 - 宇奈月温泉駅間には、冬期をのぞき立山線から「アルペン特急」が乗り入れている。全ての特急は乗車に際して特急券を必要とする（座席指定はなし）。
また、2013年12月26日からは当線の電鉄富山駅 - 寺田駅間を経由して立山線に直通する電鉄富山発立山行きの特急「立山」が設定（復活）された（実際の運行開始は2014年4月16日）。
2016年3月26日からは電鉄黒部駅 - 宇奈月温泉駅間に特急「くろべ」が設定された。
以前は日本国有鉄道（国鉄）・西日本旅客鉄道（JR西日本）や名古屋鉄道（名鉄）から富山より特急・急行列車が乗り入れていた時期があった。電化方式の違いのため、富山駅構内の渡り線には交直セクションがあった。なお、この渡り線はJR富山駅高架化工事のため後に撤去された。1970年 - 1983年には名鉄 - 国鉄 - 富山地方鉄道の3社直通運行で特急「北アルプス」が立山まで乗り入れ、1990年代では1999年までJR西日本から特急が立山駅発着のものは「スーパー雷鳥立山」・「サンダーバード立山」・「シュプール立山」・「リゾート立山」、宇奈月温泉駅発着のものは「スーパー雷鳥宇奈月」・「サンダーバード宇奈月」として乗り入れていた。 
2021年4月1日のダイヤ改正で、冬季は上り「うなづき」1本のみ、その他の季節は宇奈月温泉発立山行き「アルペン特急」1本のみの運行となり、2022年4月15日のダイヤ改正により、季節列車も含めた全ての定期特急列車の運行が取りやめとなった。
2023年4月15日のダイヤ改正により定期特急の運転が再開されたが、翌2024年4月15日のダイヤ改正で「うなづき」の設定が再度無くなり、現在は「アルペン特急」「立山」「くろべ」のみが運行されている。

#### 特急「立山」
電鉄富山駅 - 立山駅間を運行する特急列車の列車愛称として、「立山」の名称が与えられている。立山黒部アルペンルートの開通時期に運行される季節列車となっている。
2021年4月1日のダイヤ改正で運行が無くなったが、2023年4月15日のダイヤ改正で再設定された。
運行本数
下り3本、上り平日1本・土休日2本、冬季運休
使用車両
富山地方鉄道10030形電車「ダブルデッカーエキスプレス」が使用される。
停車駅
電鉄富山駅 - 寺田駅 - 五百石駅 - 岩峅寺駅 - 有峰口駅 - 立山駅

#### 特急「くろべ」
電鉄黒部駅 - 宇奈月温泉駅間を運行する特急列車の列車愛称として、「くろべ」の名称が与えられている。
2021年4月1日のダイヤ改正で運行が無くなったが、2023年4月15日のダイヤ改正で再設定された。
2024年4月改正以降は、立山線に直通しない唯一の特急列車となっており、新黒部駅（JR黒部宇奈月温泉駅）で接続する北陸新幹線とのリレー列車としての位置づけとなっている。
運行本数
平日は2往復、土休日は下り3本・上り4本
使用車両
16010形電車などが使用される。
停車駅
電鉄黒部駅 - 新黒部駅 - 宇奈月温泉駅

### 過去の種別・停車駅
かつて急行は停車駅の違いから『A急行』と『B急行』に分かれていたことがある。このほか、特急券のほか座席指定券が必要だった『特急「うなづき』に対して特急券のみで乗車できた『特急』（列車名なし）、『準急』（1982年冬ダイヤまで）などの種別が存在した時期もあった。
|                  | 電鉄富山 | 稲荷町 | 東新庄 | 越中荏原 | 越中三郷 | 越中舟橋 | 寺田 | 越中泉 | 相ノ木 | 上市 | 新宮川 | 中加積 | 西加積 | 西滑川 | 中滑川 | 滑川 | 浜加積 | 早月加積 | 越中中村 | 西魚津 | 電鉄魚津 | 魚津 | 経田 | 電鉄石田 | 電鉄桜井 | 東三日市 | 荻生 | 長屋 | 舌山 | 若栗 | 栃屋 | 浦山 | 下立口 | 下立 | 愛本 | 内山 | 音沢 | 宇奈月温泉 |
| 特急「うなづき」 | ●        | ●      | —      | —        | —        | —        | ●    | —      | —      | ●    | —      | —      | —      | —      | ●      | —    | —      | —        | —        | —      | ●        | ●    | —    | —        | ●        | ●        | —    | —    | —    | —    | —    | ●    | —      | —    | ●    | —    | —    | ●          |
| A急行            | ●        | ●      | —      | ●        | —        | ●        | ●    | —      | —      | ●    | —      | —      | —      | —      | ●      | ●    | —      | —        | —        | —      | ●        | ●    | —    | ●        | ●        | ●        | —    | —    | —    | —    | —    | ●    | —      | —    | ●    | —    | —    | ●          |
| B急行            | ●        | ●      | ●      | —        | ●        | —        | ●    | —      | —      | ●    | —      | ●      | —      | —      | ●      | ●    | —      | —        | —        | —      | ●        | ●    | ●    | —        | ●        | ●        | —    | —    | —    | —    | —    | ●    | —      | —    | ●    | —    | —    | ●          |
| 準急             | ●        | ●      | ●      | ●        | ●        | ●        | ●    | —      | —      | ●    | —      | ●      | —      | —      | ●      | ●    | —      | —        | —        | ●      | ●        | ●    | ●    | ●        | ●        |          |      |      |      |      |      |      |        |      |      |      |      |            |

|                  | 電鉄富山 | 稲荷町 | 東新庄 | 越中荏原 | 越中三郷 | 越中舟橋 | 寺田 | 越中泉 | 相ノ木 | 上市 | 新宮川 | 中加積 | 西加積 | 西滑川 | 中滑川 | 滑川 | 浜加積 | 早月加積 | 越中中村 | 西魚津 | 電鉄魚津 | 魚津 | 経田 | 電鉄石田 | 電鉄桜井 | 東三日市 | 荻生 | 長屋 | 舌山 | 若栗 | 栃屋 | 浦山 | 下立口 | 下立 | 愛本 | 内山 | 音沢 | 宇奈月温泉 |
| 特急「うなづき」 | ●        | —      | —      | —        | —        | —        | ●    | —      | —      | ●    | —      | —      | —      | —      | —      | —    | —      | —        | —        | —      | —        | ●    | —    | —        | ●        | —        | —    | —    | —    | —    | —    | —    | —      | —    | —    | —    | —    | ●          |
| 特急             | ●        | —      | —      | —        | —        | —        | ●    | —      | —      | ●    | —      | —      | —      | —      | ●      | —    | —      | —        | —        | —      | ●        | ●    | —    | —        | ●        | ●        | —    | —    | —    | —    | —    | ●    | —      | —    | ●    | —    | —    | ●          |
| 急行             | ●        | ●      | ●      | ●        | ●        | ●        | ●    | —      | —      | ●    | —      | ●      | —      | —      | ●      | ●    | —      | —        | —        | —      | ●        | ●    | ●    | ●        | ●        | ●        | —    | —    | ●    | —    | —    | ●    | —      | —    | ●    | —    | —    | ●          |

#### 特急「うなづき」
電鉄富山駅 - 宇奈月温泉駅間を運行する特急列車の列車愛称として、「うなづき」の名称が与えられていた。
2022年4月15日のダイヤ改正で一旦運行が無くなり、2023年4月15日のダイヤ改正により再設定されたが、わずか1年後の2024年4月15日のダイヤ改正で、運行区間短縮により「くろべ」に統合される形で再び廃止された。
運行本数（廃止時点）
土休日上り1本（アルペン特急運休期間のみ）
使用車両
16010形電車などが使用された。
停車駅
電鉄富山駅 - 寺田駅 - 上市駅 - 中滑川駅 - 電鉄魚津駅 - 新魚津駅 - 電鉄黒部駅 - 新黒部駅 - 宇奈月温泉駅

## 利用状況

### 輸送実績
富山地方鉄道本線の近年の輸送実績を下表に記す。
| 年度別輸送実績     | 年度別輸送実績                  | 年度別輸送実績                  | 年度別輸送実績                  | 年度別輸送実績                  | 年度別輸送実績  | 年度別輸送実績 |
| 年 度              | 輸送実績（乗車人員）：万人/年度 | 輸送実績（乗車人員）：万人/年度 | 輸送実績（乗車人員）：万人/年度 | 輸送実績（乗車人員）：万人/年度 | 輸送密度 人/1日 | 特記事項       |
| ------------------ | ------------------------------- | ------------------------------- | ------------------------------- | ------------------------------- | --------------- | -------------- |
| 年 度              | 通勤定期                        | 通学定期                        | 定期外                          | 合計                            | 輸送密度 人/1日 | 特記事項       |
| 2012年（平成24年） | 164.8                           | 165.7                           | 119.4                           | 449.8                           |                 |                |
| 2013年（平成25年） | 154.9                           | 163.3                           | 124.6                           | 442.8                           |                 |                |
| 2014年（平成26年） | 154.7                           | 168.5                           | 131.0                           | 445.2                           |                 | 北陸新幹線開業 |
| 2015年（平成27年） | 157.3                           | 173.5                           | 163.7                           | 494.4                           |                 |                |
| 2016年（平成28年） | 160.6                           | 175.8                           | 155.0                           | 491.4                           |                 |                |
| 2017年（平成29年） | 162.3                           | 181.5                           | 156.7                           | 500.5                           |                 |                |
| 2018年（平成30年） | 153.3                           | 162.2                           | 148.9                           | 464.4                           |                 |                |
| 2019年（令和元年） | 156.1                           | 163.5                           | 143.1                           | 462.7                           |                 |                |
| 2020年（令和2年）  | 139.8                           | 138.2                           | 83.8                            | 361.8                           |                 |                |
| 2021年（令和3年）  | 138.3                           | 137.3                           | 92.6                            | 368.2                           |                 |                |
| 2022年（令和4年）  | 137.6                           | 129.7                           | 112.2                           | 379.5                           |                 |                |
| 2023年（令和5年）  | 140.6                           | 129.5                           | 132.1                           | 402.2                           |                 |                |

管内鉄軌道事業者輸送実績（国土交通省北陸信越運輸局）より抜粋　

## 駅一覧
- 全線富山県内に所在。
- 線路 … ||：複線区間、∨：ここより下は単線、◇・｜：単線区間（◇は列車交換可能）
- ●は停車、｜↑↓は通過、↑↓は矢印の方向のみ運転。普通列車は各駅に停車。

| 駅番号 | 駅名         | 駅間 キロ | 営業 キロ | 急行 | 特急       | アルペン特急 | 接続路線・備考 | 線路 | 所在地   | 所在地 | 所在地 |
| ------ | ------------ | --------- | --------- | ---- | ---------- | ------------ | --- | ---- | -------- | ------ | ------ |
| T01    | 電鉄富山駅   | -         | 0.0       | ●    | ●          |              | 西日本旅客鉄道： 北陸新幹線・高山本線（富山駅） あいの風とやま鉄道：あいの風とやま鉄道線（富山駅） 富山地方鉄道：富山軌道線（富山駅停留場: C15、電鉄富山駅・エスタ前停留場: C14）・富山港線（富山駅停留場: C15） | \|\| | 富山市   | 富山市 |        |
| T02    | 稲荷町駅     | 1.6       | 1.6       | ●    | ｜         |              | 富山地方鉄道：不二越線 | ∨    | 富山市   | 富山市 |        |
| T03    | 新庄田中駅   | 0.9       | 2.5       | ●    | ｜         |              | | ｜   | 富山市   | 富山市 |        |
| T04    | 東新庄駅     | 1.1       | 3.6       | ●    | ｜         |              | | ◇    | 富山市   | 富山市 |        |
| T05    | 越中荏原駅   | 1.1       | 4.7       | ●    | ｜         | 立山線直通   | | ◇    | 富山市   | 富山市 |        |
| T06    | 越中三郷駅   | 2.3       | 7.0       | ●    | ｜         | 立山線直通   | | ◇    | 富山市   | 富山市 |        |
| T07    | 越中舟橋駅   | 1.5       | 8.5       | ●    | ｜         | 立山線直通   | | ◇    | 中新川郡 | 舟橋村 |        |
| T08    | 寺田駅       | 1.3       | 9.8       | ●    | ●          | ●            | 富山地方鉄道：立山線 | ◇    | 中新川郡 | 立山町 |        |
| T09    | 越中泉駅     | 0.7       | 10.5      | ↑    | 立山線直通 | ↑            | | ｜   | 中新川郡 | 立山町 |        |
| T10    | 相ノ木駅     | 0.8       | 11.3      | ↑    | 立山線直通 | ↑            | | ｜   | 中新川郡 | 上市町 |        |
| T11    | 新相ノ木駅   | 0.8       | 12.1      | ↑    | 立山線直通 | ↑            | | ｜   | 中新川郡 | 上市町 |        |
| T12    | 上市駅       | 1.2       | 13.3      | ●    |            | ●            | | ◇    | 中新川郡 | 上市町 |        |
| T13    | 新宮川駅     | 1.8       | 15.1      | ●    |            | ↑            | | ｜   | 中新川郡 | 上市町 |        |
| T14    | 中加積駅     | 2.0       | 17.1      | ●    |            | ↑            | | ◇    | 滑川市   | 滑川市 |        |
| T15    | 西加積駅     | 1.6       | 18.7      | ↑    |            | ↑            | | ｜   | 滑川市   | 滑川市 |        |
| T16    | 西滑川駅     | 1.1       | 19.8      | ●    |            | ↑            | | ｜   | 滑川市   | 滑川市 |        |
| T17    | 中滑川駅     | 0.8       | 20.6      | ●    |            | ●            | | ◇    | 滑川市   | 滑川市 |        |
| T18    | 滑川駅       | 1.2       | 21.8      | ●    |            | ↑            | あいの風とやま鉄道：あいの風とやま鉄道線 | ｜   | 滑川市   | 滑川市 |        |
| T19    | 浜加積駅     | 1.4       | 23.2      | ↑    |            | ↑            | | ｜   | 滑川市   | 滑川市 |        |
| T20    | 早月加積駅   | 1.2       | 24.4      | ↑    |            | ↑            | | ◇    | 滑川市   | 滑川市 |        |
| T21    | 越中中村駅   | 1.2       | 25.6      | ↑    |            | ↑            | | ｜   | 滑川市   | 滑川市 |        |
| T22    | 西魚津駅     | 2.0       | 27.6      | ●    |            | ↑            | | ◇    | 魚津市   | 魚津市 |        |
| T23    | 電鉄魚津駅   | 1.3       | 28.9      | ●    |            | ●            | | ｜   | 魚津市   | 魚津市 |        |
| T24    | 新魚津駅     | 1.3       | 30.2      | ●    |            | ●            | あいの風とやま鉄道：あいの風とやま鉄道線（魚津駅） | ◇    | 魚津市   | 魚津市 |        |
| T25    | 経田駅       | 2.7       | 32.9      | ●    |            | ↑            | | ｜   | 魚津市   | 魚津市 |        |
| T26    | 電鉄石田駅   | 2.0       | 34.9      | ●    |            | ↑            | | ◇    | 黒部市   | 黒部市 |        |
| T27    | 電鉄黒部駅   | 2.3       | 37.2      | ●    | ●          | ●            | | ◇    | 黒部市   | 黒部市 |        |
| T28    | 東三日市駅   | 0.6       | 37.8      | ●    | ｜         | ↑            | | ｜   | 黒部市   | 黒部市 |        |
| T29    | 荻生駅       | 0.8       | 38.6      | ●    | ｜         | ↑            | | ｜   | 黒部市   | 黒部市 |        |
| T30    | 長屋駅       | 1.0       | 39.6      | ●    | ｜         | ↑            | | ｜   | 黒部市   | 黒部市 |        |
| T31    | 新黒部駅     | 1.1       | 40.7      | ●    | ●          | ●            | 西日本旅客鉄道： 北陸新幹線（黒部宇奈月温泉駅） | ｜   | 黒部市   | 黒部市 |        |
| T32    | 舌山駅       | 0.3       | 41.0      | ●    | ｜         | ↑            | | ◇    | 黒部市   | 黒部市 |        |
| T33    | 若栗駅       | 0.7       | 41.7      | ●    | ｜         | ↑            | | ｜   | 黒部市   | 黒部市 |        |
| T34    | 栃屋駅       | 1.1       | 42.8      | ●    | ｜         | ↑            | | ｜   | 黒部市   | 黒部市 |        |
| T35    | 浦山駅       | 1.5       | 44.3      | ●    | ｜         | ↑            | | ◇    | 黒部市   | 黒部市 |        |
| T36    | 下立口駅     | 1.3       | 45.6      | ●    | ｜         | ↑            | | ｜   | 黒部市   | 黒部市 |        |
| T37    | 下立駅       | 0.7       | 46.3      | ●    | ｜         | ↑            | | ｜   | 黒部市   | 黒部市 |        |
| T38    | 愛本駅       | 1.3       | 47.6      | ●    | ｜         | ↑            | | ｜   | 黒部市   | 黒部市 |        |
| T39    | 内山駅       | 1.1       | 48.7      | ●    | ｜         | ↑            | | ◇    | 黒部市   | 黒部市 |        |
| T40    | 音沢駅       | 0.8       | 49.5      | ●    | ｜         | ↑            | | ｜   | 黒部市   | 黒部市 |        |
| T41    | 宇奈月温泉駅 | 3.8       | 53.3      | ●    | ●          | ●            | 黒部峡谷鉄道：本線（宇奈月駅） | ◇    | 黒部市   | 黒部市 |        |

### 廃止区間

#### 上市支線
1943年（昭和18年）11月11日廃止
- 上市口（現在の上市）駅 - 上市駅

#### 黒部支線
1969年（昭和44年）8月17日廃止
- 電鉄桜井（現在の電鉄黒部）駅 - 黒部駅

#### 石田線（石田港線）
1940年（昭和15年）6月1日廃止
- 三日市（後の黒部）駅 - 堀切駅 - 石田信号所 - 生地口駅 - 石田港駅

本線と石田線の平面交差地点（石田信号所）での保安管理の煩雑さなどの理由から廃止。

#### 旧・立山鉄道
1931年（昭和6年）11月6日、新宮川駅 - 上市駅間廃止、1932年（昭和7年）12月20日全線廃止
- 新宮川駅 - 上市駅 - 大岩口駅 - 弓庄駅 - 沢端駅 - 五百石駅

### 廃駅・廃信号場

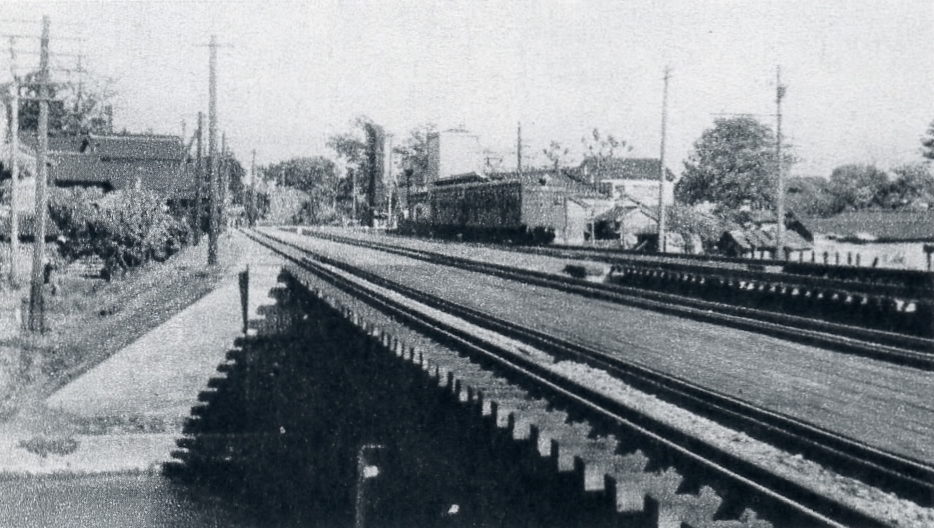
富山田地方駅付近を通過中の電車。軌道は手前から北陸本線（2線）、立山線、本線で、並行する地鉄線2線のうち富山田地方駅があるのは本線側のみ。

- 富山田地方駅（電鉄富山駅 - 稲荷鉱泉駅間、1931年（昭和6年）8月15日開業、1969年（昭和44年）4月15日廃止）
- 稲荷鉱泉駅（富山田地方駅 - 稲荷町駅間、1933年（昭和8年）4月1日開業、1942年（昭和17年）10月31日廃止）
- 西新庄駅（稲荷町駅 - 東新庄駅間（新庄田中駅は未開業）、1931年（昭和6年）8月15日開業、1942年（昭和17年）10月31日廃止）
- 大永田駅（新宮川駅 - 中加積駅間、1931年（昭和6年）8月15日開業、1942年（昭和17年） - 1946年（昭和21年）頃廃止[6]）
- 道下駅（魚津（現在の新魚津）駅 - 経田駅間、1937年（昭和12年）3月30日開業、1944年（昭和19年）5月18日廃止）
- 石田信号所（石田第二信号所（現在の電鉄石田駅） - 電鉄桜井（現在の電鉄黒部）駅間、開業日不詳[6]、1940年（昭和15年）6月1日廃止）
- 荷上駅（音沢駅 - 宇奈月（現在の宇奈月温泉）駅間、1943年（昭和18年）8月13日開業、1946年（昭和21年）3月12日廃止）
- 深谷口駅（貨物駅、音沢駅 - 宇奈月（現在の宇奈月温泉）駅間、1934年（昭和9年）10月10日開業、1936年（昭和11年）11月12日廃止）